# Caours
Caours é uma comuna francesa na região administrativa de Altos da França, no departamento de Somme. Estende-se por uma área de 6,13 km². Em 2010 a comuna tinha 619 habitantes (densidade: 101 hab./km²).